# 운중동
운중동(雲中洞)은 대한민국 성남시 분당구의 법정동이다.

## 개요
운중동은 이 지역이 중산운리(中山雲里), 산운리(山雲里), 하산운리(下山雲里)로 이루어져 있었기 때문에, 이 중 ‘산운리’와 ‘중산운리’에서 한 글자씩 딴 것이다. 또한 석운동(石雲洞)은 과거의 ‘돌운리(도루니)’, 산운동은 과거의 ‘뫼루니’, 그리고 하산운동은 과거의 ‘아래뫼루니’로서, 모두 ‘산으로 둘러싸인 마을’, 또는 ‘산골마을’을 뜻하고 있다. 결국 운중동이라는 이름은 국사봉 아래 있어 앞뒷산에 늘 구름이 많이 낀다 해서 붙여진 것으로 유래하고 있다.

## 법정동
- 운중동(雲中洞)
- 대장동(大庄洞{大荘洞})
- 석운동(石雲洞)
- 하산운동(下山雲洞)

## 교육
- 산운초등학교
- 운중초등학교
- 운중중학교
- 운중고등학교
- 판교대장초등학교
- 판교대장중학교

## 주요 기관
- 한국학중앙연구원
- 성남운중동우체국
- 대한송유관공사
- 한국 신성남 전력소

## 아파트
| 단지명                         | 건설사                | 시행사                          | 주소                     | 입주        | 비고 |
| ------------------------------ | --------------------- | ------------------------------- | ------------------------ | ----------- | ---- |
| 산운마을 11단지 판교포레라움   | ㈜한보건설            | 대한주택공사                    | 분당구 판교원로 68       | 2009년 7월  |      |
| 산운마을 12단지 판교센트럴포레 | 요진건설산업㈜        | 대한주택공사                    | 분당구 판교원로 46       |             |      |
| 산운마을 14단지 경남아너스빌   | 경남기업              | 대한주택공사                    | 분당구 판교원로82번길 60 | 2009년 8월  |      |
| 산운마을 6단지 파밀리에        | ㈜신동아건설 일성건설 | 대한주택공사                    | 분당구 산운로 121        | 2009년 9월  |      |
| 산운마을 7단지 운중아델포레    | 계룡건설산업          | 한국토지주택공사                | 분당구 산운로 135        | 2010년 6월  |      |
| 산운마을 13단지 데시앙         | 태영건설              | 한국토지주택공사                | 분당구 판교원로82번길 30 | 2010년 6월  |      |
| 더샵 판교포레스트 11단지       | 포스코이앤씨          | ㈜하나자산신탁 화천대유자산관리 |                          | 2021년 5월  |      |
| 더샵 판교포레스트 12단지       | 포스코이앤씨          | ㈜하나자산신탁 화천대유자산관리 |                          | 2021년 5월  |      |
| 산운마을 10단지 로제비앙       | ㈜대광건영            | ㈜대광건영                      | 분당구 판교원로81번길 15 | 2009년 2월  |      |
| 산운마을 5단지 필하우스        | 한성건설㈜            | 한성건설㈜                      |                          | 2009년 2월  |      |
| 산운마을 4단지 엘아이지건영    | LIG건설㈜             | LIG건설㈜                       | 분당구 판교원로 7        | 2009년 2월  |      |
| 산운마을 8단지 부영            | ㈜광영토건            | ㈜부영                          | 분당구 산운로 98         | 2008년 12월 |      |
| 산운마을 9단지 대방노블랜드    | ㈜대방건설            | ㈜대방건설                      | 분당구 산운로 126        | 2008년 12월 |      |